# Jerzy Grygorczuk
Jerzy Stanisław Grygorczuk (ur. 19 kwietnia 1949 w Warszawie) – polski naukowiec i konstruktor, doktor inżynier. Specjalista do spraw mechaniki, robotyki i tribologii kosmicznej. Wieloletni pracownik Centrum Badań Kosmicznych Polskiej Akademii Nauk. Założyciel spółki Astronika i obecnie kierownik jej działu badawczo-rozwojowego.

## Życiorys
W 1972 ukończył studia inżynierskie, a w 1973 studia magisterskie na Wydziale Mechaniki Precyzyjnej Politechniki Warszawskiej. 1 czerwca 2010 uzyskał stopień doktora nauk technicznych na Wydziale Mechanicznym Energetyki i Lotnictwa PW za rozprawę Kluczowe problemy projektowania, modelowania i aplikacji autopenetratora kometarnego MUPUS, której promotorem był prof. Paweł Pyrzanowski. 
Staż studencki odbył w Przedsiębiorstwie Państwowym „Polskie Nagrania Muza”. W latach 1973–1977 zatrudniony w Zakładzie Doświadczalnym „Techpan” w Instytucie Podstawowych Problemów Techniki PAN jako inżynier mechatronik. W latach 1977–2010 główny inżynier, od 2010 do 2017 kierownik Laboratorium Mechatroniki i Robotyki Satelitarnej w CBK PAN. W latach 1980–1981 przebywał na stażu w Space Physics Research Laboratory na Uniwersytecie Michigan w Ann Arbor, zaś w latach 1988–1989 w Swedish Space Corporation w Kirunie. Członek Komitetu Badań Kosmicznych i Satelitarnych przy Prezydium PAN w kadencji 2019–2022. 
27 maja 1992 założył indywidualną działalność gospodarczą pod firmą GRYTECH – jedno z pierwszych prywatnych przedsiębiorstw w polskim sektorze kosmicznym. Od 5 kwietnia 2013 wspólnik i członek oraz wiceprezes Zarządu Astronika Sp. z o.o., odpowiedzialny za prace badawczo-rozwojowe. Od 1 maja 2015 do 30 kwietnia 2020 członek Rady Polskiej Agencji Kosmicznej jako przedstawiciel polskiego przemysłu kosmicznego.
Uczestniczył w przygotowaniu ponad 30 misji kosmicznych, głównie międzynarodowych, prowadzonych przez Interkosmos, Europejską Agencję Kosmiczną (ESA) i amerykańską Narodową Agencję Aeronautyki i Przestrzeni Kosmicznej (NASA). Od 2018 członek zespołu naukowo-badawczego misji InSight.

## Projekty i konstrukcje
Twórca penetratorów, manipulatorów robotycznych i innych urządzeń eksplorujących podpowierzchniowo ciała niebieskie. 
W latach 1988–1989 zaprojektował spektrometry TICS oraz MATE, umieszczone na szwedzkim satelicie Freja.
W latach 1997–2001 rozwinął konstrukcję penetratora gruntu, pracującego w warunkach mikrograwitacji, dla instrumentu Multi-Purpose Sensors for Surface and Subsurface Science (MUPUS), wysłanego na kometę w ramach misji Rosetta. W ramach współpracy CBK PAN z Instytutem Badań Kosmicznych Rosyjskiej Akademii Nauk, kierował projektem mechanizmu Chomik, mającego pobrać próbki w ramach misji Fobos-Grunt. Od 2013 współtworzył mechanizm wbijający Kret, stanowiący część instrumentu HP3 Niemieckiej Agencji Kosmicznej (DLR), wysłany na Marsa w ramach misji InSight.
Konstruktor wielu komponentów satelitów, takich jak: mechanizmy blokujące podczas startu rakiet, elementy optomechaniczne spektrometrów czy ultralekkie rozwijane anteny radiowe oraz wysięgniki. 
Pionier stosowania technologii ultralekkich taśm zwijanych w polskich urządzeniach kosmicznych, takich jak: antena RABBER (40 MHz), trzykrotnie wystrzelona w 1998 na indyjskich rakietach MR-500, czy wysięgnik odpowiadający za posadowienie instrumentu MUPUS na powierzchni komety, wystrzelony w 2004 r..  
W latach 2011–2021 nadzorował opracowanie kluczowych instrumentów dla szwedzkiego eksperymentu fal radiowych i plazmowych Radio & Plasma Wave Investigation (RPWI) w ramach europejskiej misji JUICE. Są to cztery wysięgniki Langmuir Probe Plasma Wave Instrument (LP-PWI), odpowiedzialne za precyzyjne umiejscowienie czujników potencjału plazmy względem satelity, oraz system antenowy Radio Wave Instrument (RWI) do pomiarów pola elektromagnetycznego Jowisza i jego księżyców.
Jest autorem i współautorem dziesięciu patentów.

## Odznaczenia i wyróżnienia
W 2017 r. został odznaczony Złotym Krzyżem Zasługi.

## Publikacje
Autor i współautor około 60 publikacji, w tym:
- Jerzy Grygorczuk i in., Advanced Mechanisms and Tribological Tests of the Hammering Sampling Device CHOMIK, w: Leny Ouwehand (red.), Proceedings of the 14th European Space Mechanisms and Tribology Symposium. 28–30 September 2011 Constance, Germany, European Space Agency, Noordwijk 2011, ISBN 978-92-9221-262-9, s. 271–278, za: https://esmats.eu/esmatspapers/pastpapers/pdfs/2011/grygorczuk.pdf [dostęp 2021-04-15].
- Jerzy Grygorczuk i in., Advanced Penetrators and Hammering Sampling Devices for Planetary Body Exploration, w: Proceedings of the 11th Symposium on Advanced Space Technologies in Robotics and Automation ASTRA 2011. 12–14 April 2011 Noordwijk, the Netherlands, European Space Agency / European Space Research and Technology Center, Noordwijk 2011, za: https://www.researchgate.net/publication/313393647_ADVANCED_PENETRATORS_AND_HAMMERING_SAMPLING_DEVICES_FOR_PLANETARY_BODY_EXPLORATION [dostęp 2021-04-15].
- Jerzy Grygorczuk i inni, MUPUS insertion device for the Rosetta mission, „Journal of Telecommunications and Information Technology”, 1/2007, s. 50–53 [dostęp 2023-02-24] (ang.).
- Jerzy Grygorczuk, Karol Seweryn, Roman Wawrzaszek, Marek Banaszkiewicz, Technological Features in the New Mole Penetrator "KRET", w: Huguette Lacoste (red.), Proceedings of the 13th European Space Mechanisms and Tribology Symposium. 23–25 September 2009 Vienna, Austria, European Space Agency, Noordwijk 2009, ISBN 978-92-9221-234-6 za: https://www.esmats.eu/esmatspapers/pastpapers/pdfs/2009/grygorczuk.pdf [dostęp 2021-04-15].
- Jerzy Grygorczuk, Łukasz Wiśniewski i in., Hammering Mechanism for HP3 Experiment (InSight), w: Edward A. Boesiger (red.), 43rd Aerospace Mechanisms Symposium, National Aeronautics and Space Administration, Santa Clara, Kalifornia 2016, s. 415–428, za: https://esmats.eu/amspapers/pastpapers/pdfs/2016/grygorczuk2.pdf [dostęp 2021-04-15].
- Jerzy Grygorczuk, Łukasz Wiśniewski i in., High Energy and Efficiency Penetrator HEEP, w: Leny Ouwehand (red.), Proceedings of ESMATS. 15th European Space Mechanisms and Tribology Symposium. 25–27 September 2013 Noordwijk, the Netherlands, European Space Agency, Noordwijk 2013, ISBN 978-92-9221-282-7, za: https://www.esmats.eu/esmatspapers/pastpapers/pdfs/2013/grygorczuk.pdf [dostęp 2021-04-15].
- T. Spohn i inni, Thermal and mechanical properties of the near-surface layers of comet 67P/Churyumov-Gerasimenko, „Science”, 349 (6247), 2015, aab0464, DOI: 10.1126/science.aab0464 (ang.).